# Falésias de Bandiagara
A Falésia de Bandiagara, no Mali, é uma fratura geológica de aproximadamente 200 km de extensão. Localizada entre a savana e a planície do rio Níger, serviria então como refúgio natural para os Dogon: suas paredes escarpadas de rocha ofereciam proteção e abrigo, por camuflarem perfeitamente as casas Dogon. Construídas da mistura de argila, palha e esterco de bovino, elas eram e ainda são quase indistinguíveis à distância. Esse mimetismo, nada casual, em uma topografia belicosa, era de fato ideal. Erguidas junto às paredes mais altas do penhasco, essas casas só eram acessíveis através da escalada da rocha (algumas ainda o são), sobretudo aquelas que serviram de objeto para a ocupação inicial. O terreno, aqui e ali pontilhado de pedras soltas, dificultava a escravização de seus membros por grupos de cavalaria. E, do alto da falésia, a vista privilegiada sinalizava a aproximação da ameaça quando ela ainda poderia ser evitada ou seu impacto, minimizado.

## História

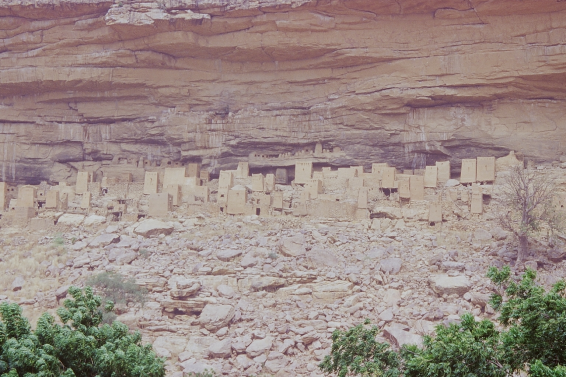
Falésia de Bandiagara

Os Dogon chegaram à falésia por volta do século XV, época da expansão do Império do Mali. Mas o local já era habitado por outros povos. Há registros de habitantes na falésia desde 3 000 a.C.. Os Telem, que foram absorvidos pelos Dogon por influências recíprocas ou obrigados a se deslocarem, deixaram, além de outros, o grande legado das cavernas. Nelas se encontra o local mais sagrado para os Dogon, abrigando sepulturas e pontilhando a verticalidade da falésia. Foram erigidas em seus pontos mais altos, só acessíveis aos mais hábeis escaladores através de cordas feitas da fibra do Baobá.